# Monsù Desiderio

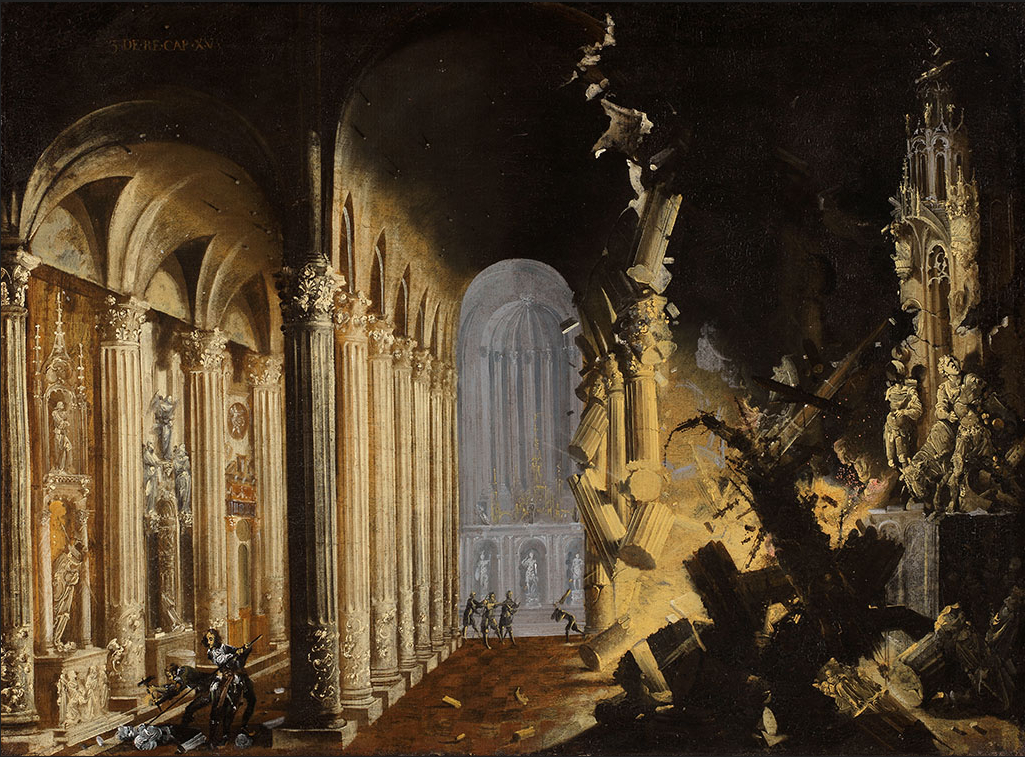
Monsù Desiderio: Explodierende Kirche

Monsù Desiderio bzw. Desiderio Monsù sind Notnamen für zwei Maler aus Metz, die in der ersten Hälfte des 17. Jahrhunderts in Rom und Neapel tätig waren und eigentlich François de Nomé und Didier Barra hießen. 

## Lebensdaten und Namensverfremdung
Nach der dürftigen Quellenlage kann 1593 oder 1594 als Geburtsjahr von François de Nomé angenommen werden. Laut seiner Selbstauskunft anlässlich seiner Heirat im Jahr 1613 in Neapel hatte er schon als Kind Metz verlassen, war um 1602 nach Rom gekommen und dort von einem Maler (vermutlich Balthasar Lauwers, einem Schüler von Paul Brill) aufgezogen worden. Seit 1610 lebte er in Neapel. Als weitere Lebensdokumente sind bislang nur Kaufverträge von Bildern aufgefunden worden, die die Jahre 1614 bis 1627 umfassen. Sein Todesjahr ist unbekannt.
Didier Barra wurde vermutlich 1589 in Metz geboren. Er war ab 1619 in Neapel tätig. Sein Todesjahr ist ebenfalls unbekannt. Aufgefundene Kaufverträge seiner Gemälde umfassen die Jahre 1619 bis 1656.
Wie ihr Zeitgenosse Georges de La Tour gerieten de Nomé und Barra bald in Vergessenheit. Der Name Monsù Desiderio tauchte zum ersten Mal im Jahr 1742 in einem Werk des Biographen Bernardo De Dominici auf, wobei Monsù eine italienische Abwandlung von Monsieur war und Desiderio wahrscheinlich von Didier abgeleitet wurde, weil Barra den Namen Desiderius zum Signieren benutzt hat.
Ob François de Nomé und Didier Barra zusammengearbeitet und sich ein Atelier geteilt haben, ist eine kunsthistorische Vermutung. Die Auffassung, de Nomé und Barra hätten schon zu ihren Lebzeiten Gemälde unter einem Firmenschild, dem Pseudonym Monsù Desiderio, verkauft, ist auf jeden Fall zweifelhaft, weil auf einigen Gemälden der Name Francesco di Nome und auf anderen Didier Barra entdeckt wurde und weil die Kaufverträge jeweils die einzelnen Namen enthalten. Zeitgenössische Dokumente, die die Zusammenarbeit der beiden Maler erwähnen, sind bislang nicht aufgefunden worden.

## Werk
Die heute bekannten Gemälde können in fünf Gruppen eingeteilt werden:
- Bilder, die François de Nomé und Didier Barra nach kunsthistorischer Vermutung gemeinsam erstellten
- Bilder, die François de Nomé in Zusammenarbeit mit anderen Malern anfertigte
- Bilder, die François de Nomé alleine malte
- Bilder, die Didier Barra in Zusammenarbeit mit anderen Malern anfertigte
- Bilder, die Didier Barra alleine malte.

Die Themen des Hauptwerks sind überwiegend nächtliche Szenen, Traumlandschaften, rätselhafte halluzinatorische Ruinen mit phantastischer Architektur und vielen überlebensgroßen Skulpturen, außerdem hohe Kircheninnenräume und zusammenstürzende oder brennende Gebäude. 
Hauptakteure auf den Gemälden von Monsù Desiderio sind die Architektur und die gestenreichen, bewegten Skulpturen im Zeitgeist des Barocks; die Menschen sind klein, unbedeutend, unscheinbar. Manchmal sind mythologische Inhalte angedeutet oder erkennbar: Daniel in der Löwengrube, Jonas im Hafen von Ninive, die Bekehrung des Paulus, der Brand Trojas oder die Flucht des Äneas zum Beispiel.
Vermutlich stammen die nächtlichen Szenen hauptsächlich von François de Nomé, welche Teile Didier Barra beigetragen hat, ist nicht geklärt. Die Hypothese einer Zusammenarbeit der beiden Maler stammt von dem belgischen Psychiater Félix Sluys. Wegen der Überfülle der Skulpturen und häufigen Motivwiederholungen – beispielsweise taucht immer wieder ein Ochse auf – hat Sluys außerdem die Hypothese aufgestellt, der Maler der Skulpturen müsse schizophren gewesen sein. Maltechnisch fällt auf jeden Fall auf, dass die Skulpturen oft skizzenhaft mit flüchtigen, nervösen Pinselstrichen ausgeführt worden sind. Der Auffassung, die Bildinhalte seien unmittelbarer Ausdruck der Obsessionen des Künstlers, wurde später widersprochen. Im Katalog der Ausstellung „Zauber der Medusa – Europäische Manierismen“ wird die Ansicht vertreten, de Nomé habe bewusst bei seinem Käuferpublikum beliebte Themen virtuos variiert. 
Auf welche Vorbilder Monsù Desiderio tatsächlich zurückgegriffen hat, wurde bislang kunsthistorisch nicht untersucht. Wahrscheinlich sind die phantastischen Architekturen von den antiken Ruinen Roms beeinflusst worden, die de Nomé aus seinem Aufenthalt in Rom kannte und die bereits im 16. Jahrhundert Gegenstand manieristischer Kunst waren. Die Kircheninnenräume und Plätze erinnern an Gemälde von Hans und Paul Vredeman de Vries, aber auch an Paris Bordone. Nächtlich brennende Städte finden sich schon bei Albrecht Altdorfer (Lot und seine Töchter, 1537) und bei Battista Dossi (Die Nacht, um 1540), zusammenstürzende Säulen sind die Erfindung von Giulio Romano (Gigantensturz, 1535).
Eine zweite, kleinere Werkgruppe umfasst Veduten mit Hafenszenen von Neapel und Venedig. Die Gemälde mit grauem Taghimmel werden Barra zugeschrieben, die Versionen mit dramatischen Nachthimmel de Nomé.

## Wiederentdeckung und Nachwirkung
Wie Georges de la Tour wurden die vergessenen Nomé und Barra erst im 20. Jahrhundert wiederentdeckt. An der Wiederentdeckung war Gustav René Hocke maßgeblich beteiligt. In seinem 1957 veröffentlichten bahnbrechenden Buch über den Manierismus Die Welt als Labyrinth schrieb er „Die vielleicht bedeutendste Entdeckung der letzten Jahre  … der rätselhafteste Maler Europas zwischen 1600 und 1650 heißt Desiderio Monsù …“ In seiner Würdigung sah er Desiderio Monsù einerseits als manieristischen Maler, andererseits als Vorläufer des Surrealismus, eine Ansicht, die André Breton teilte. Tatsächlich scheint eine direkte Linie von den alptraumartigen Landschaften Monsù Desiderios zu den leeren Plätzen Giorgio de Chiricos, den versteinerten Landschaften von Max Ernst und den leeren Kulissen von Fabrizio Clerici zu führen. Auch maltechnisch fallen Ähnlichkeiten mit der Grattage-Technik von Max Ernst auf. Auf mehreren Gemälden Monsù Desiderios sind Säulen und Gebäudeteile durch Bearbeitung mit einem Stichel entstanden: durch Abkratzen einer zweiten dunklen, über einem helleren Untergrund liegenden Farbschicht.
Trotz des großen Interesses des Publikums am Surrealismus und seinen Vorläufern ist Monsù Desiderio auch heute noch weitgehend unbekannt. Das liegt vielleicht auch daran, dass die Gemälde entweder in Privatsammlungen oder in kleineren Museen hängen. Mit Hauptwerken ist er in den großen westeuropäischen Museen so gut wie nicht vertreten.

## Werkauswahl
In öffentlichen Sammlungen:
- Daniel in der Löwengrube, Museum Metz
- Der Brand von Troja mit der Flucht des Äneas, Kunstmuseum Stockholm
- Der heilige Georg tötet den Drachen, Galerie Harrach Rohrau, Österreich
- Die Bekehrung des Paulus, Kunstmuseum Kopenhagen
- Die Hölle, 1622, Museum Besançon (ein Hauptwerk, nach stilkritischem Vergleich in Zusammenarbeit mit Jacob van Swanenburgh entstanden)
- Die Legende des heiligen Augustinus, National Gallery London
- Explodierende Kirche, Fitzwilliam-Museum Cambridge
- Inneres einer Kirche, Kunstmuseum Budapest
- Jonas im Hafen von Ninive, Eremitage Sankt Petersburg

In Privatsammlungen:
- Apoll und der Kleeblattmond, Privatsammlung, Standort unbekannt (von Hocke beispielhaft als Traumlandschaft im surrealistischen Sinn besprochen)
- Brand in einer Kirchenruine, Privatsammlung Basel
- Der Turm zu Babel, Privatsammlung Rom
- Fantastische Architektur mit stürzenden Säulen, Privatsammlung Frankreich (vielleicht die eindrucksvollste Architekturphantasie von Monsù Desiderio)
- Flucht des Äneas, Privatsammlung Rom
- Inneres einer Kirche, Privatsammlung Frankreich
- Jonas und der Wal, Privatsammlung Florenz
- Martyrium einer Heiligen, Privatsammlung Schweiz
- Szene aus dem Leben des heiligen Januarius, Privatsammlung Basel
- Zusammengesetzte Kirche, Privatsammlung, Standort unbekannt.